# هرمان لوکس (بازیکن فوتبال)
هرمان لوکس (انگلیسی: Hermann Lux; ۲۰ سپتامبر ۱۸۹۳ – ۳ ژانویهٔ ۱۹۶۲) بازیکن فوتبال اهل آلمان بود.
از باشگاه‌هایی که در آن بازی کرده‌است می‌توان به باشگاه فوتبال یونیون برلین اشاره کرد.
وی همچنین در تیم ملی فوتبال آلمان بازی کرده‌است.